# Márton Gyöngyvér
Márton Gyöngyvér (Marosvásárhely, 1972. január 7. –) erdélyi magyar informatikus, egyetemi oktató.

## Élete
1995-ben elvégezte a Babeș–Bolyai Tudományegyetem informatika szakát. 1995 és 2003 között tanár a marosvásárhelyi Bolyai Farkas Líceumban. 2002-től tanít a Sapientia Erdélyi Magyar Tudományegyetem marosvásárhelyi karán, előbb tanársegédként, majd 2005-től adjunktusként. 2014-ben védte meg doktori disszertációját a Debreceni Egyetemen.

## Munkássága
Kutatási területe a kriptográfia. Kriptográfiát, funkcionális és logikai programozást tanít.

### Könyvei
- Kriptográfiai alapismeretek, Scientia Kiadó, Kolozsvár, 2008, ISBN 978-973-1970-00-4

### Cikkei (válogatás)
- MÁRTON Gyöngyvér: Public-key cryptography in functional programming context, Acta Universitatis Sapientiae Informatica, vol 2. Nr. 1, 2010, 99-112, ISSN 1844-6086
- KÁTAI Zoltán, KOVÁCS Lehel István, KÁSA Zoltán, MÁRTON Gyöngyvér, FOGARASI Kinga and FOGARASI Ferenc: Cultivating algorithmic thinking: an important issue for both technical and human sciences, Teaching Mathematics and Computer Science, 2011, 9/1.
- MÁRTON Gyöngyvér: CCA-secure key-encapsulation mechanism based on the factoring assumption, Tatra Mountains Mathematical Publications, vol 53, 2012, 137-146, ISSN 1210-3195